# Mr. Dodd Takes the Air
Mr. Dodd Takes the Air (Brasil: O Preço da Fama ) é um filme norte-americano de 1937, do gênero comédia musical, dirigido por Alfred E. Green e estrelado por Kenny Baker e Frank McHugh.
Esta sátira é estrelada por Kenny Baker, cantor de rádio famoso na década de 1930, principalmente pelas aparições no programa de Jack Benny. Por outro lado, o filme traz o primeiro papel importante de Jane Wyman, depois de anos de trabalho anônimo no cinema.

## Sinopse
Claude Dodd, jovem eletricista de uma pequena cidade, impressiona um executivo do rádio com seu possante barítono. De imediato, ele ganha um contrato e vai de mala e cuia pra Nova Iorque. Infelizmente, contrai bronquite e muda a voz de barítono para tenor. Tratado como uma fraude pelo colegas, ainda que amado pelos ouvintes, é proibido pelo seu agente de aparecer em público. Sem ter o que fazer nas horas vagas, desenvolve um dispositivo para restaurar velhos aparelhos de rádio. Quando parecia que a invenção seria roubada, aparece uma bela moça que não só patenteia o invento como também casa-se com o felizardo cantor.

## Premiações
| Patrocinador                                  | Prêmio | Categoria              | Situação |
| --------------------------------------------- | ------ | ---------------------- | -------- |
| Academia de Artes e Ciências Cinematográficas | Oscar  | Melhor Canção Original | Indicado |

## Elenco
| Ator/Atriz       | Personagem             |
| ---------------- | ---------------------- |
| Kenny Baker      | Claude Dodd            |
| Frank McHugh     | 'Sniffer' Sears        |
| Alice Brady      | Sonia Moro             |
| Gertrude Michael | Jessica Stafford       |
| Jane Wyman       | Marjorie Day           |
| John Eldredge    | Jim Lidin              |
| Henry O'Neill    | Gateway                |
| Harry Davenport  | Doutor Jeremiah Quinn  |
| Ferris Taylor    | Hiram P. Doremus       |
| Linda Perry      | Garota das Informações |